# أوين ودهاوس
أوين ودهاوس (بالإنجليزية: Owen Woodhouse)‏ هو قاضي ومحامي ومحامي نيوزيلندي، ولد في 18 يوليو 1916 في نيبيار في نيوزيلندا، وتوفي في 15 أبريل 2014 في أوكلاند في نيوزيلندا.